# Universal Creative
 (juin 2024).
Universal Creative est une division d'Universal Destinations & Experiences spécialisée dans la recherche et développement qui conçoit des attractions pour les parcs d'attractions Universal Studios. 
C'est l'équivalent Universal de Walt Disney Imagineering. De 1968 à 1997, Universal Creative s'appelait MCA Planning and Development. En 1997, quand MCA a été vendu à Seagram, qui a repris le nom MCA, la société a été renommée Universal Creative.

## Productions

### Attractions sur le thème d'un film
- The Funtastic World of Hanna-Barbera (1990) (coproduit avec Hanna-Barbera Productions, Rhythm and Hues, Sullivan Bluth Studios, Landmark Entertainment, Totally Fun Company et Ride Trade) développé avec Intamin[1]
- Alfred Hitchcock: The Art of Making Movies (1990) (coproduit avec Totally Fun Company)
- Back to the Future: The Ride (1991, 1993, 2001) (coproduit avec Amblin Entertainment, Totally Fun Company et Birkshire Ridefilm) développé avec Intamin[1]
- Terminator 2: 3-D Battle Across Time (1996, 1999, 2001) (coproduit avec with Landmark Entertainment et Digital Domain)
- The Amazing Adventures of Spider-Man (1999, 2004) (coproduit avec Marvel Entertainment)
- Jimmy Neutron's Nicktoon Blast (2003) (coproduit avec Nickelodeon Animation Studios et Ride Trade)
- Shrek 4-D (2003, 2010) (coproduit avec DreamWorks Animation)
- The Simpsons Ride (2008) (coproduit avec 20th Century Fox Television, Gracie Films et Blur Studio)
- Harry Potter and the Forbidden Journey (2010, 2014) (coproduit avec Warner Bros. Recreation Group)
- Despicable Me: Minion Mayhem (2012, 2014) (coproduit avec with Illumination Entertainment)

### Attractions à effets spéciaux
- Studio Tour (co-produced with Totally Fun Company, Ride & Show Engineering et Weta Digital)
- Kongfrontation (1990) (coproduit avec Totally Fun Company)
- Earthquake: The Big One (1990) (coproduit avec Ride & Show Engineering et Totally Fun Company)
- Jaws (1990, 2001) (coproduit avec Ride & Show Engineering, Landmark Entertainment, Amblin Entertainment et Totally Fun Company) développé avec Intamin[1]
- Men in Black: Alien Attack (2000) (coproduit avec Amblin Entertainment et Landmark Entertainment)
- E.T. Adventure (1990, 1991, 2001) (coproduit avec with Amblin Entertainment et Sally Corporation)
- Backdraft (1991, 2010)
- Jurassic Park River Adventure (1997, 1999, 2001, 2010) (coproduit avec Amblin Entertainment)
- Twister… Ride it Out (1998) (coproduit avec Amblin Entertainment)
- Disaster!: A Major Motion Picture Ride… Starring You! (2008)
- Transformers: The Ride (2011, 2012, 2013) (coproduit avec Amblin Entertainment et Digital Domain)

### Spectacles
- The Land of a Thousand Faces (1975)
- Nickelodeon Studios (1990) (coproduit avec Nickelodeon)
- Murder, She Wrote Mystery Theatre (1990) (coproduit avec Totally Fun Company)
- Ghostbusters Spooktacular (1990) (coproduit avec Totally Fun Company et Landmark Entertainment)
- An American Tail Theatre (1990, 1991) (coproduit avec Amblin Entertainment)
- The Wild Wild Wild West Stunt Show (1974, 1991, 2001) (coproduit avec Landmark Entertainment)
- Animal Actors (1990, 1993)
- Waterworld: A Live Sea War Spectacular (1995, 2001, 2010)
- A Day in the Park with Barney (1995)
- Universal's Horror Make-Up Show (1990)
- Fort Freenze (1999) Universal's Port Aventura
- FiestAventura (1999) Universal's Port Aventura
- Fear Factor Live (2005)
- Universal 360: A Cinesphere Spectacular (2006)
- Creature from the Black Lagoon: The Musical (2009) (coproduit avec Broadway Attractions)
- Special Effects Stage (2010)
- Universal’s Cinematic Spectacular: 100 Years of Movie Memories (2012)

### Montagnes russes
- Dueling Dragons (1999)
- Incredible Hulk Coaster (1999) (coproduit avec Marvel Entertainment)
- Woody Woodpecker's Nuthouse Coaster (1999)
- The Flying Unicorn (2000)
- Revenge of the Mummy (2004, 2010) (coproduit avec Alphaville)
- Hollywood Dream: The Ride (2007)
- Hollywood Rip Ride Rockit (2009)
- Battlestar Galactica (2010)
- Dragon Challenge (2010) (coproduit avec Warner Bros. Recreation Group)
- Flight of the Hippogriff (2010, 2014) (coproduit avec Warner Bros. Recreation Group)
- Harry Potter and the Escape from Gringotts (2014) (coproduit avec Warner Bros. Recreation Group)